# 津軽石パーキングエリア
津軽石パーキングエリア（つがるいしパーキングエリア）は、岩手県宮古市津軽石にある三陸沿岸道路のパーキングエリア (PA) である。
設備は駐車場と避難路のみであるが、今後トイレが整備される予定。

## 歴史
- 2017年（平成29年）11月19日：山田IC - 宮古南IC間開通に伴い、供用開始[2]。

## 施設

### 上り線（釜石・大船渡・気仙沼・仙台方面）

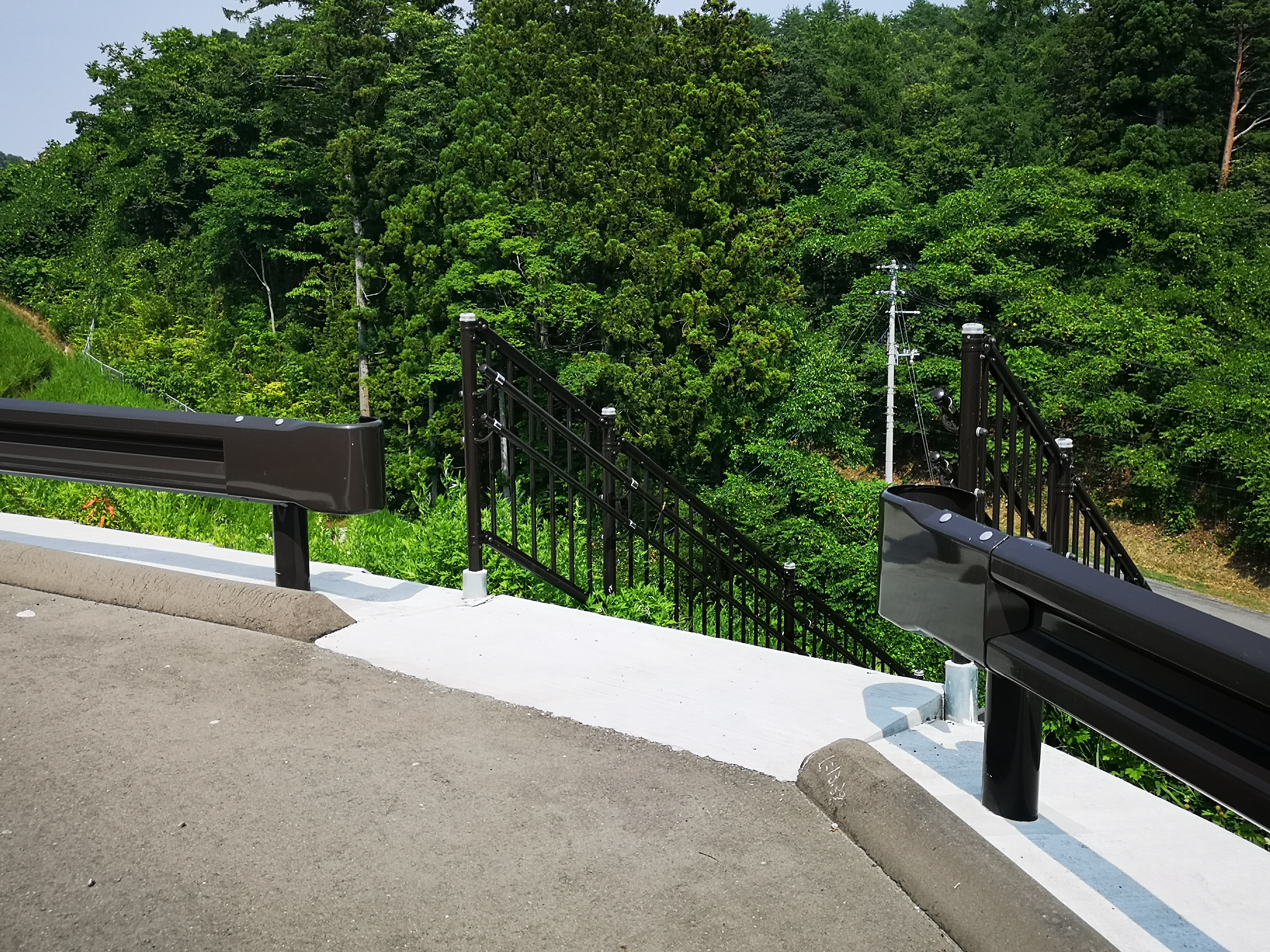
上り線施設の避難階段

- 駐車場
- 避難階段

### 下り線（久慈・八戸方面）
- 駐車場
- 緊急避難路

## 隣
E45 三陸沿岸道路
(47) 山田北IC - 津軽石PA - (48) 宮古南IC